# Pieter Hamel
Pieter Marinus Hamel (Ginneken en Bavel, 29 november 1915 – Tilburg, 19 december 2000) was een Nederlands politicus van de KVP.
In augustus 1939 ging hij als adjunct-commies werken bij de gemeentesecretarie van de Drentse gemeente Schoonebeek maar begin 1940 keerde hij weer terug naar Noord-Brabant toen hij als derde ambtenaar in dienst trad bij de gemeente Zundert. Daar bracht Hamel het tot hoofdcommies voor hij in mei 1963 benoemd werd tot burgemeester van Standdaarbuiten. Hij zou dat blijven tot zijn pensionering in december 1980. Hamel overleed eind 2000 op 85-jarige leeftijd.